# Magnano in Riviera
Magnano in Riviera là một đô thị ở tỉnh Udine trong vùng Friuli-Venezia Giulia thuộc Ý, có cự ly khoảng 80 km về phía tây bắc của Trieste và khoảng 20 km về phía tây bắc của Udine. Tại thời điểm ngày 31 tháng 12 năm 2004, đô thị này có dân số 2.322 người và diện tích là 8,5 km².
Magnano in Riviera giáp các đô thị: Artegna, Cassacco, Montenars, Tarcento, Treppo Grande.